# Stichopogon auritinctus
Stichopogon auritinctus là một loài ruồi trong họ Asilidae. Stichopogon auritinctus được Abbassian-Lintzen miêu tả năm 1964. Loài này phân bố ở vùng Cổ Bắc giới và châu Á.